# 파괴 (건축)

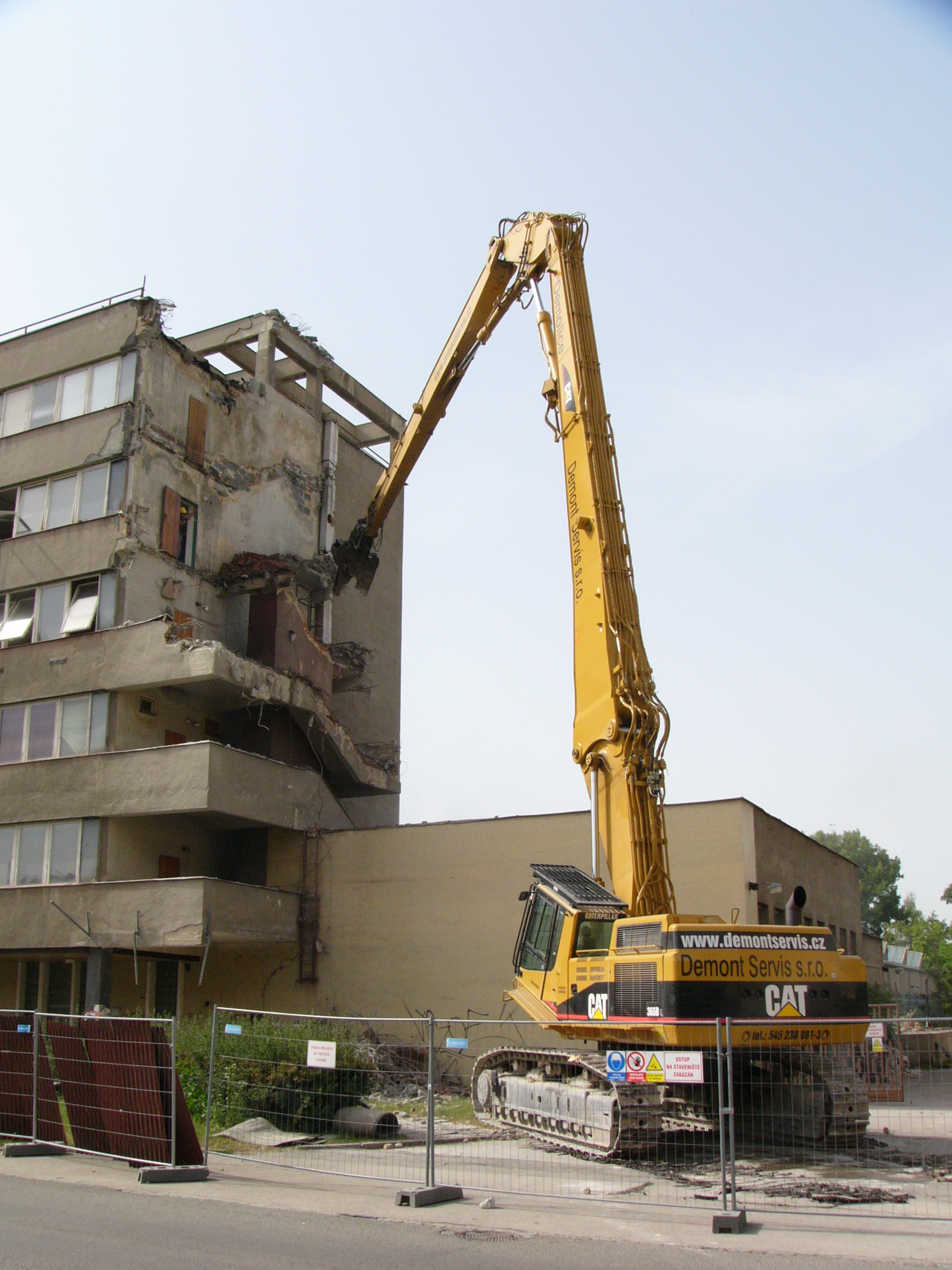

파괴(破壞, demolition)란 건물 따위 구조물을 허물어뜨리는 과정 중 하나이다. 자재의 재활용을 염두에 두고 세심하게 이루어지는 해체(deconstruction)와는 반대되는 개념으로, 그냥 냅다 부숴 버리는 것을 말한다.
폭발물을 이용한 파괴공작을 특히 발파라고 한다.